# 堀井憲一郎
堀井 憲一郎（ほりい けんいちろう、1958年（昭和33年）2月9日 - ）は、京都市出身のフリーライター、コラムニスト。週刊誌「週刊文春」に「ホリイのずんずん調査」を長期連載していたほか、テレビ・ラジオへの出演もある。2005年（平成17年）に結婚。

## 来歴

### 調べるコラムニストになるまで
『この役立たず！』によれば、大阪市天王寺区に生まれ、京都市東山区で育つ。ただ『ホリイの調査』など京都市生まれと記した著書も複数あり、どちらが正しいのかは定かではない。ただ故郷としての思い入れは京都にある模様。京都教育大学教育学部附属高等学校落語研究会・サッカー部を経て、3浪（最後の1年は仮面浪人）ののち、早稲田大学第一文学部日本文学専修を卒業。『馬鹿が止まらない！』によれば、中高生時代は、クラスの新聞係として、ウケる記事作りに熱中する一方、石森章太郎の『マンガ家入門』を読んで漫画家を目指し、当時全盛期だった笑福亭仁鶴や桂三枝（現・六代目桂文枝）に憧れ、高校では落語研究会に所属していた。大学では早稲田大学漫画研究会に所属していたが、入部歓迎で似顔絵を描いてくれたやくみつるのレベルに圧倒され、漫画家への途を断念し、留年を繰り返し七年で卒業した。『伊勢物語』をテーマに卒業論文を執筆したが、原稿用紙わずか35枚前後のもので、しかもそのうちの3分の1ほどを空白のまま提出し、何とか卒論として認めてもらったという。阪神タイガースをこよなく愛する。趣味は草野球。花火師の免許も持つ。

### 雑誌、放送媒体で活躍
1984年（昭和59年）から文筆業を始める。週刊文春のコラム『ホリイのずんずん調査』を中心に、奇抜な発想に基づく調査を実施して、その結果をまとめるという独自のエッセイのスタイルを確立した。松任谷由実に倣い、デニーズの盗み聞きを元に歌詞をつくってみたり、スキー場の女性比率を調べたり、吉野家の店舗ごとの牛丼のつゆの量を調べたり、といった独創的な切り口で知られる。万歩計の取説に書いてある「○○歩で東海道横断」という記述を確かめるために、実際に東海道を踏破して万歩計の歩数を調べたが、京都目前の山科付近で「使用者の歩幅に依存する」ことに気づくという失態を犯している。キャッチフレーズは「何でも調べるフリーライター」。
1993年7月、「TVおじゃマンボウ」（日テレ他）第1回にカウントダウンコラムニストとして出演。以後「TVウォッチャー」の肩書きで数々のテレビ番組のデータを紹介する役割を担当。これにより堀井は放送業界にまで知名度を広げ、テレビ・ラジオに活躍の場を広げる大きな足がかりとなった。堀井の「調べる」特技と独特のキャラクターは番組のカラーにマッチし、最終回まで全ての放送回に出演。番組自体も長寿番組となり、13年続いた。
TBSラジオの出演歴もあり、「荒川強啓 デイ・キャッチ!」や、堀井と親交の深い宮川賢の「宮川賢の誰なんだお前は?!」や「夜な夜なニュースいぢり X-Radio バツラジ」にもレギュラー出演していた。

### 伝統芸能への傾倒
近年は落語に強い関心を示しており、年間400席以上の寄席/落語会に足を運び、春風亭小朝からも一目置かれる。「ずんずん調査」でも落語について書くことがある。演芸情報誌『東京かわら版』に2006年11月号より｢ホリイの落語狂時代｣を連載中。
早稲田大学漫画研究会在籍時の先輩にやくみつる、ラズウェル細木など、同期にカトリーヌあやこ、後輩にさそうあきら、けらえいこ、現代洋子、安倍夜郎、町山智浩らがいる。
2013年10月初旬に、人間国宝の落語家である桂米朝の事跡を綴った著書「桂米朝と上方落語の奇蹟」を執筆し講談社から出版する予定で、初版5,000部が既に印刷し終えていたが、いったん同月17日に発売延期とした後、11日に正式に発売中止とした。講談社側は理由として「本の記述に対し、事実と違うと関係者から指摘を受けたため」としている。

## 人物
- 大学生の頃に「漫画家・松本零士の仕事場で原稿ができあがるのを待つだけ」という出版社のアルバイトをしていた [5]。
- 調査を売りにするコラムニストだけに数取器を使った高速計数が特技であり、一度『TVおじゃマンボウ』で披露し、共演者、観客を驚嘆させたことがある。
- ひまわりネットワーク代表取締役社長（2022年就任）の堀井敦は弟にあたる。

## 著書
- 『スキーの便利帖』双葉社、1989年。『ホリイのスキー便利帖』扶桑社文庫。
- 『新スキーの便利帖　ワシら陽気なバホバホ隊ののんきなスキー冒険譚』双葉社、1991年
- 『ホリイの調査』双葉社、1993年。のち扶桑社文庫、1994年。
- 『ホリイの馬鹿が止まらない』双葉社、1995年。のち双葉文庫、2000年。
- 『この役立たず!　ホリイのずんずん調査』文藝春秋、1997年
- 『ひょっとして馬鹿？』世界文化社、1998年
- 『『巨人の星』に必要なことはすべて人生から学んだ。あ。逆だ。』双葉社、1998年。のち講談社文庫。
- 『東京ディズニーリゾート便利帖』新潮社、2005年。のち文庫。
- 『若者殺しの時代』講談社現代新書、2006年
- 『落語の国からのぞいてみれば』講談社現代新書、2008年
- 『青い空、白い雲、しゅーっという落語』双葉社、2009年
- 『落語論』講談社現代新書、2009年
- 『深夜食堂の勝手口』安倍夜郎漫画・イラスト、小学館〈ビッグコミックススペシャル〉、2009年
- 『江戸の気分』講談社現代新書、2010年
- 『いつだって大変な時代』講談社現代新書、2010年
- 『いますぐ書け、の文章術』ちくま新書、2011年
- 『ねじれの国、日本』講談社現代新書、2011年
- 『かつて誰も調べなかった100の謎 ホリイのずんずん調査』文藝春秋、2013年
- 『ディズニーから勝手に学んだ51の教訓』新潮文庫、2013年
- 『やさしさをまとった殲滅の時代』講談社現代新書、2013年
- 『愛と狂瀾のメリークリスマス：なぜ異教徒の祭典が日本化したのか』講談社現代新書、2017年
- 『1971年の悪霊』KADOKAWA〈角川新書〉、2019年
- 『平成が終わったらテレビからいなくなってたものたち』徳間書店、2019年
- 『高畑充希が演じる役はなぜ忖度できない若者ばかりなのか』東京ニュース通信社、2020年[6]
- 『流転の海読本』新潮文庫、2021年

## 出演番組
- TVおじゃマンボウ （日本テレビ、1993年7月24日- 2006年3月25日）
- タモリ倶楽部 （テレビ朝日、- 1997年8月29日、1998年3月23日　「カウントダウンコラムニスト」として「おあいそチキンレース」の解説
- BSマンガ夜話（NHK BS2） - 「ぼのぼの」（1998年11月10日）と「ちびまる子ちゃん」（1999年3月9日）の回にゲスト出演。
- 荒川強啓 デイ・キャッチ! （TBSラジオ、木曜担当コメンテーター 1997年10月 - 2007年3月）
- 宮川賢の誰なんだお前は?!（TBSラジオ、木曜コーナー担当）
- ずんずん落語 （TBSラジオ、パーソナリティ、2007年1月10日 - 2007年3月28日）
- 朝はビタミン! （テレビ東京、水曜・木曜コーナー担当、2007年1月 - ）
- 夜な夜なニュースいぢり X-Radio バツラジ（TBSラジオ・TBCラジオ、火曜コーナー「数いぢり！」担当、2008年4月 - 9月）
- バラエティー生活笑百科（NHK総合、- 2011年1月22日）
- 小島慶子 キラ☆キラ（TBSラジオ、火曜日パートナー神足裕司の代打、2011年9月6日 - ）
- 林修のニッポンドリル（フジテレビ、2019年9月25日）- 高田馬場にラーメン店が多い理由についてコメント